# Camille Muffat
Camille Muffat (Nizza, 1989. október 28. – Villa Castelli, 2015. március 9.) olimpiai bajnok, ezüst- és bronzérmes (2012, London) francia úszónő.
Főként gyorsúszó számokban indult. A 2012-es londoni olimpián aranyérmes lett a 400 méteres gyorsúszásban, ezüstérmes 200 méteres gyorsúszásban, valamint bronzérmet szerzett a 4 × 200 méteres női gyorsváltó tagjaként. Ő lett mindössze a negyedik francia úszó, aki egyéni olimpiai bajnoki címet nyert, továbbá a harmadik francia sportoló, aki egy olimpián három érmet nyert. 2015. március 9-én egy Argentínában, Villa Castelli településnél történt helikopter-balesetben vesztette életét, egy tévéműsor forgatása során. Rajta kívül Alexis Vastine ökölvívó és Florence Arthaud vitorlázónő is a gépen tartózkodtak, amikor az összeütközött egy másik, szintén a stábhoz tartozó helikopterrel. A két gépen mindenki meghalt, összesen 10 fő.